# Tarpno (jezioro)
Tarpno – jezioro rynnowe i przepływowe w Polsce, położone w województwie kujawsko-pomorskim, w granicach administracyjnych Grudziądza, w dzielnicy Tarpno, na osiedlu Wielkie Tarpno.

## Charakterystyka
Jezioro ma pochodzenie polodowcowe. Przez nie przepływa kanał Trynka, biorący swój początek z rzeki Osy. Dno jeziora jest piaszczysto-muliste. Jest objęte strefą ciszy.
W 1976 roku jezioro Tarpno znalazło się w granicach miasta.
Jezioro należy do Agencji Nieruchomości Rolnych i jest dzierżawione przez Polski Związek Wędkarski.
Dojazd do jeziora zapewnia jeden z wariantów linii nr 4.

## Dane morfometryczne
Jezioro przepływowe ma powierzchnię 27 ha. Maksymalna głębokość to 5,8 m, zaś średnia głębokość wynosi 5,6 m. 

## Nazwa
Jezioro występuje pod różnymi nazwami: Jezioro Wielkie Tarpno, Jezioro Tarpieńskie oraz Tarpina.

## Turystyka
Od roku 2008 istnieje tutaj miejskie kąpielisko administrowane przez Miejski Ośrodek Rekreacji i Wypoczynku. W latach 2019–2022 przeprowadzono rewitalizację plaży. Istnieje możliwość wypożyczenia sprzętu wodnego, rowerów lub leżaków.
Kilka razy do roku nad jeziorem Tarpno organizowane są spływy kajakowe do młyna w Kłódce poprzez kanał Trynka i rzekę Osę.